# 迪安·科南特·伍斯特
迪安·科南特·伍斯特（Dean Conant Worcester，1866年10月1日—1924年）为美国动物学家。1899年至1901年，其为美国菲律宾委员会成员。1913年，他担任美屬菲律賓政府内部书记。1910年，他创办了菲律宾总医院。